# Erik Ryning (1592-1654)

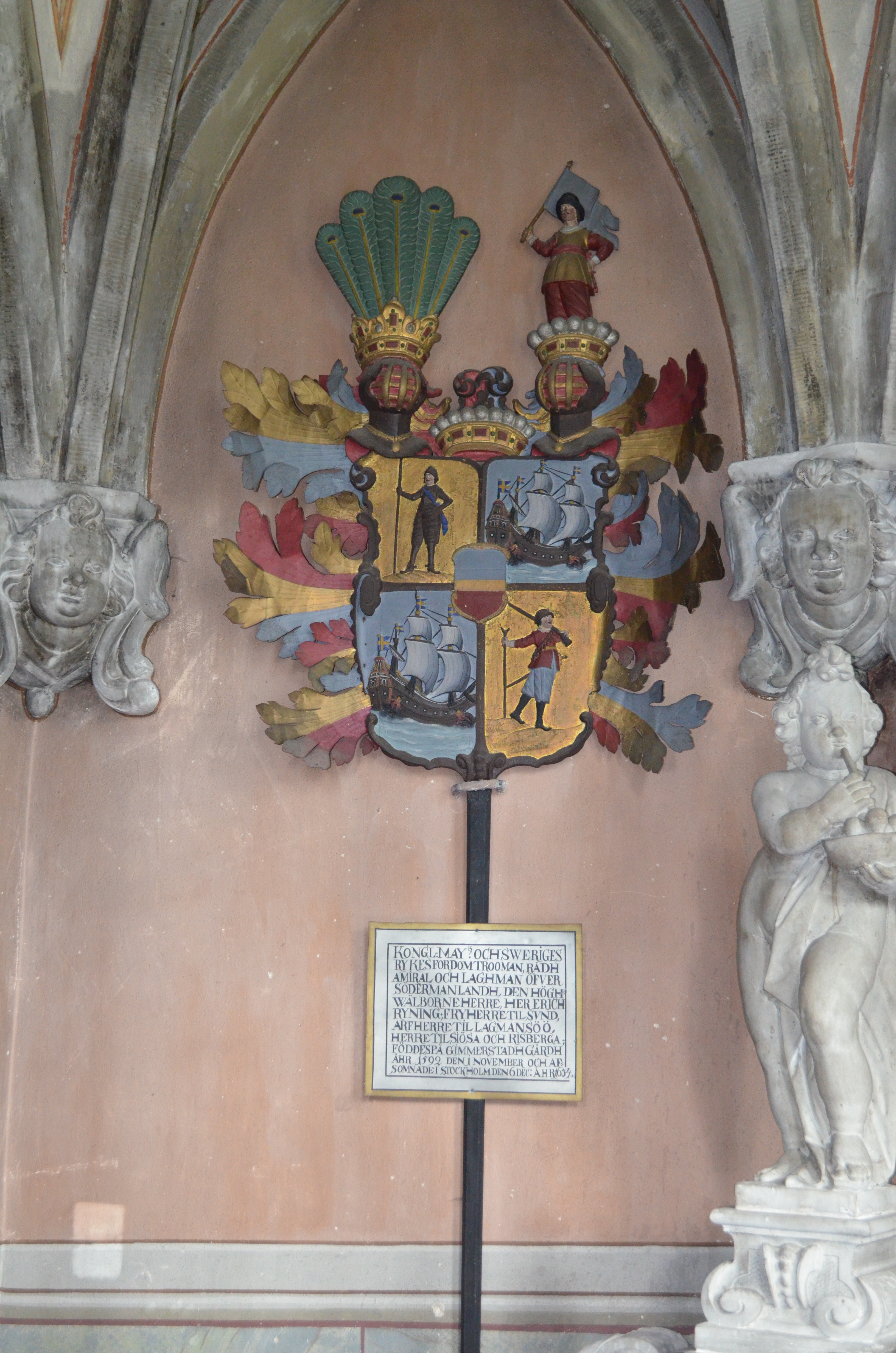
Erik Rynings huvudbaner i Vadsbro kyrka i Södermanland.

Erik Eriksson Ryning, född 1 november 1592 på Gimmersta i Julita socken i Södermanland, död 6 december 1654 i Stockholm, var en svensk friherre, amiral och riksråd. Han var gift med Maria Elisabet Karsel (Kurzel).

## Biografi
Erik Eriksson Ryning föddes den 1 november 1692 på Gimmersta, och var son till ståthållaren Erik Nilsson Ryning. 
Efter att i ungdomen ha tjänat i Nederländerna inträdde han i kung Gustav II Adolfs tjänst och hade avancerat till överste då han 1626 följde med armén till Preussen. Där blev han först guvernör i det viktiga Elbing och en av Axel Oxenstiernas biträdande kommissarier vid polska fredsunderhandlingarna 1627 och 1628 samt utnämndes 1629 till befälhavare för den i Preussen förlagda delen av svenska flottan. 1630 kommenderade han också vid Gustav Adolfs övergång till Tyskland en division av flottan, som sedan förlades till Stralsund och vars försvar uppdrogs åt honom. 
Utom andra expeditioner därifrån bidrog han med sin flottavdelning till erövringen av Wismar 1632 och förordnades till stadens kommendant. Redan några månader därefter blev han ståthållare på Älvsborg och över dess län. Strax efter Gustav Adolfs död inkallades Ryning i rådet 1633 och erhöll åter befälet över flottan. Han konvojerade som amiral samma år kungens lik från Tyskland samt deltog sedermera flitigt i rådsförhandlingarna. 
1644 avreste han som generalguvernör till Livland, men kallades skyndsamt åter för att överta ledningen av stora flottan efter Klas Fleming. Han hade intagit Visby och blockerade Köpenhamn då underrättelse anlände att fred var sluten med Danmark i Brömsebro. Efter freden blev han guvernör över Gotland. 1651 upphöjdes Ryning i friherrligt stånd. Han avled i Sankt Jakobs församling i Stockholm den 6 december 1654, och ätten dog ut med honom. Han begrandes i Vadsbro kyrka där han hans huvudbaner sattes upp.